# Agrotis catalaunensis
Agrotis catalaunensis is een vlinder uit de familie uilen (Noctuidae). De wetenschappelijke naam is voor het eerst geldig gepubliceerd in 1873 door Millière.
De soort komt voor in Europa.